# Сарта (департамент)
Сарта (фр. и брет. Sarthe) — департамент на западе Франции, один из департаментов региона Пеи-де-ла-Луар. Порядковый номер — 72. Административный центр — Ле-Ман.

## География
Площадь территории — 6206 км².

## История
Сарта — один из первых 83 департаментов, образованных во время Великой французской революции в марте 1790 г. Возник на территории бывшей провинции Мэн.

## Население
Население — 579 497 человек (46-е место среди департаментов, данные на 2010 год).

## Административно-территориальное деление
Департамент включает 3 округа, 40 кантонов и 375 коммун.

## Экономика
В департаменте базируется агропромышленная группа LDC — крупнейший производитель мяса птицы в Европе.